# Josip Gruden (odvetnik)
Josip Gruden, italijanski odvetnik in narodno kulturni delavec slovenskega rodu, * 3. marec 1901, Nabrežina, Avstro-Ogrska, 15. november 1952, Gorica, Italija.

## Življenje in delo
Ljudsko šolo je obiskoval v rojstnem kraju, nemško gimnazijo v Trstu, 7. in 8. razred z maturo pa je končal v Kranju. Po maturi leta 1918 je eno leto na ljubljanski filozofski fakulteti študiral Slavistiko, nato pa pravo na Univerzi v Padovi, kjer je leta 1924 tudi diplomiral.
Josip Gruden je že v dijaških letih sodeloval v društvu Prosveta, pel v zboru Glasbene matice in se aktivno zavzemal za slovensko družbeno življenje v Trstu. Po končanem študiju se je v Gorici zaposlil kot odvetniški pripravnik v pisarni dr. Mirka Koršiča. Leta 1928 je v Ajdovščini odprl samostojno odvetniško pisarno. Kot mlad odvetnik je v najhujših letih fašizma stal svojemu narodu zvesto ob strani. Fašistična oblast ga je začela preganjati in mu onemogočala opravljanje poklica, zato je leta 1935 odšel v Kraljevino Jugoslavijo in v Tržiču odprl odvetniško pisarno. Takoj po okupaciji Gorenjske so ga nemške oblasti za dva meseca zaprle v gestapovski zapor v gradu Kacenštajn, nato pa je bil do osvoboditve v Ljubljani tolmač za italijanski in nemški jezik. Leta 1945 se je vrnil v Gorico in pomagal obnoviti slovensko politično in kulturno življenje, ki ga je fašistična oblast zatrla. Zanimal se je tudi za politično upravna vprašanja goriške občine ter okoliških slovenskih krajev.